# Material circulante no Metropolitano de Londres 1996

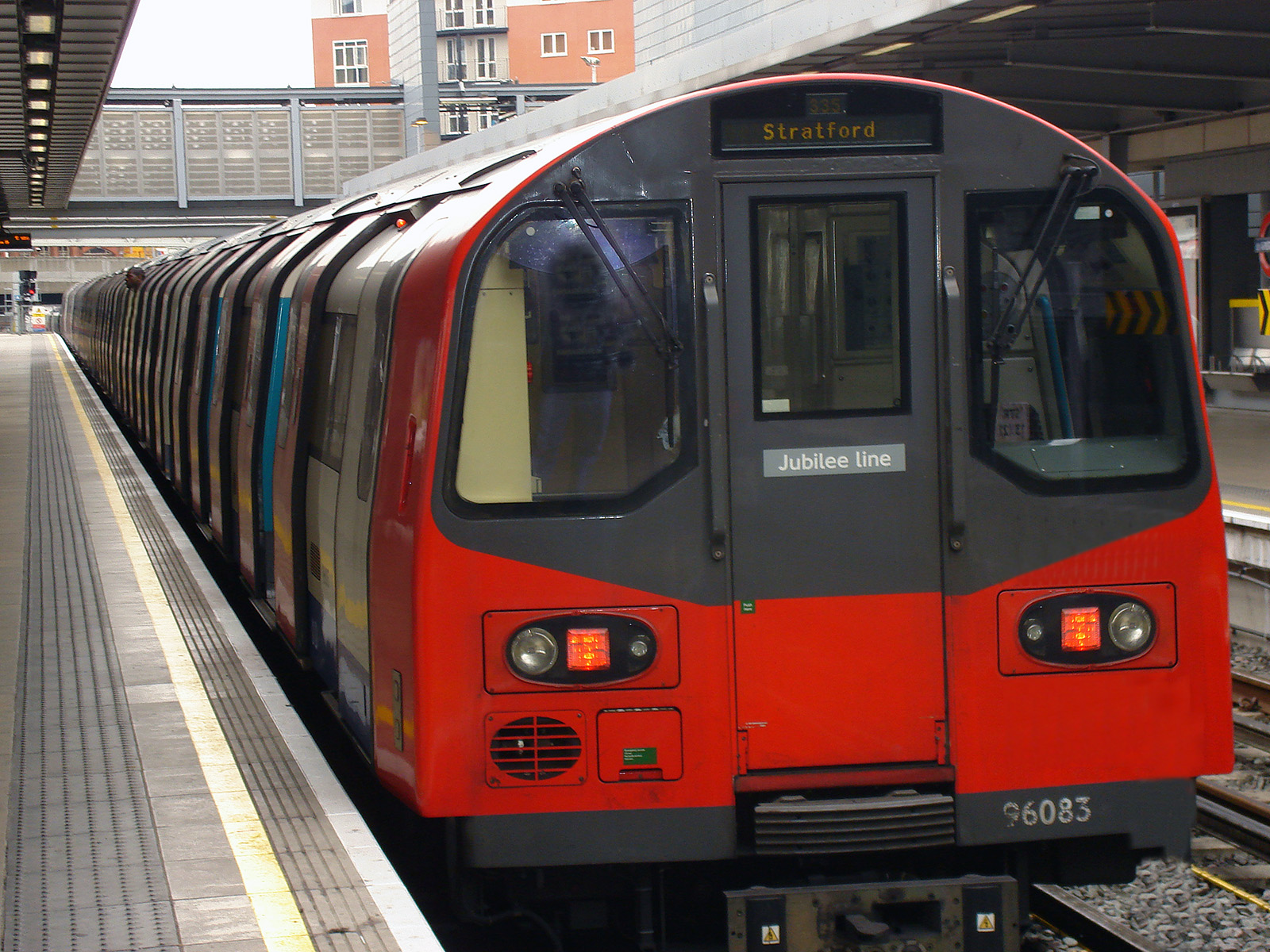
Carrugem de 1996

O Material circulante no Metropolitano de Londres 1996, foi posto ao serviço de Metropolitano de Londres em 1997 e actualmente continua em serviço na Jubilee line.